# هیروتوشی ایشی
هیروتوشی ایشی (انگلیسی: Hirotoshi Ishii؛ زادهٔ ۱۴ سپتامبر ۱۹۷۷) بازیکن بیس‌بال اهل ژاپن است.